# Rudolf II van Haspinga
Rudolf II van Haspinga (±920 – ±970) was graaf van een gebied dat een groot deel van het huidige Belgisch-Limburg omvatte.

## Machtsgebied
In 949 was comes Rudolfus aanwezig bij de bevestiging dat de abdij van Susteren aan de abdij van Prüm toekwam. Hij heerste over het graafschap Haspinga, waarbij restanten van de Maasgouw gevoegd waren: de Maaslandgouw (950 pago Moselano) en de gouw van Hocht (952 pago Huste). Het is Jean Baerten die de identificatie van Huste met Hocht opperde. Bovendien zou Hocht, centraal en aan de Maas gelegen, de nieuwe hoofdplaats van het graafschap zijn geworden, totdat men na 1000 Borgloon aan de handelsweg Brugge-Keulen verkoos. Hierdoor ging het graafschap "Loon" heten.
Rudolf werd nog genoemd in 966, toen Otto de Grote diens schenking van Lentlo aan de abdij van Nijvel bevestigde. Datzelfde jaar werd echter beschreven dat Rudolfs bezittingen eerder in beslag genomen waren. De meeste historici vermoeden dat de confiscatie al in 958 gebeurde, ten tijde van de verbanning van andere Reiniers, en Rudolf tegen 966 opnieuw aangesteld werd. Anderen menen dat Rudolf zijn bezittingen in 966 voorgoed verloor. Afhankelijk hiervan waren de eerste graven van Loon, Giselbert van Loon en Arnulf van Haspinga, wel of niet verwant aan Rudolf.
Giselbert en Arnulf worden vermeld in verband met de gouwen Haspinga en Hocht. De gouw Maasland lijkt verloren te zijn; de meeste territoria die er ontstonden stonden trouwens in latere eeuwen los van het graafschap Loon. Giselbert en Arnulf regeerden hun gebieden waarschijnlijk samen, zodat deze een condominium vormden. Hierop wijst de omschrijving van Haspengouw als "deel van Giselberts graafschap" (1018) en Giselbert als een "graaf uit Haspengouw" (1036). Misschien stierf Giselbert al kort na 1031, waarna Arnulf tot zijn dood (omstreeks 1040) alleen over beide gebieden heerste.

## Afkomst
In 943 werd Rudolf vermeld als broer van de latere Luikse bisschop Balderik I van Luik. Hij was ook een broer van Reinier III van Henegouwen, want een jaar later werd castella Ragnarii ac Rodulfi fratrum (het kasteel van de broers Reinier en Rudolf) belegerd. De namen Balderik en Giselbert in eenzelfde stamboom lijken te wijzen op een huwelijk tussen de Reiniers en de Balderiks (ca. 920). Er zijn twee theorieën die een verband tussen zo'n huwelijk en graaf Giselbert van Loon trachten te leggen:
- Uit het huwelijk van Reinier II van Henegouwen met Adelheid Alix (dochter van Richard I van Bourgondië) werd Rudolf geboren, de grootvader van Giselbert.[3]
- Uit het huwelijk van Nevelong (een broer van Balderik van Utrecht) met een nichtje van Giselbert van Maasgouw werd Berta geboren, de grootmoeder van Giselbert.[4]

## Nakomelingen
In de visie van Baerten waren Giselbert, Arnulf en Balderik II van Luik (klein)zonen van Rudolf. Die werden dan voor 990 geboren. Waarschijnlijk had Giselbert geen kinderen, en werd hij daarom opgevolgd door Arnulf, zijn broer of neef. Deze zette de familie wél verder; dit verklaart waarom "Arnulf" of "Arnold" de Leitname van het Loonse gravengeslacht werd. Dit in tegenstelling tot de oude veronderstelling dat de latere graven van Loon enkel van Giselbert "van Loon" konden afstammen.

### Giselbert van Loon
Giselbert of Gijsbrecht is de eerste die als "graaf van Loon" vermeld wordt.

### Arnulf van Haspinga
Ook van Arnulf weet men niet wanneer hij precies geboren en gestorven is. Dhr. Verhelst plaatst zijn overlijden in of kort voor 1040. Dat jaar wordt Arnulf voor de laatste maal in oorkondes vermeld. De betreffende oorkonde vermeldt dat Arnulf Haspinga als opgedragen leen aan prins-bisschop Nithard van Luik schonk. Zijn broer Balderik II, een van de voormalige prins-bisschoppen, had hem hiertoe waarschijnlijk aangespoord. Door de overdracht van Haspinga kwam het hele graafschap onder Luikse bescherming.
Arnulfs vermeende zonen waren:
- Emmo van Loon, die hem opvolgde als graaf van Loon
- Herman van Gronsveld
- Otto I van Duras, die door zijn huwelijk met een erfdochter van Avernas de streek van Sint-Truiden en de voogdij over haar abdij verwierf

### Balderik II van Loon
Balderik II van Loon was prins-bisschop van Luik van 1008 tot 1018.